# 卡韦佐
卡韦佐（義大利語：Cavezzo），是意大利摩德纳省的一个市镇。总面积26平方公里，人口7284人，人口密度280.2人/平方公里（2009年）。ISTAT代码为036009。